# Herminia denticornalis
Herminia denticornalis är en fjärilsart som beskrevs av Woche 1850. Herminia denticornalis ingår i släktet Herminia och familjen nattflyn. Inga underarter finns listade i Catalogue of Life.